# Fly on the Wall (álbum de AC/DC)
Fly on the Wall (En español: Mosca sobre la pared), es el décimo álbum de estudio de la banda AC/DC editado en el año 1985. Producido por los hermanos Malcolm Young y Angus Young, todas las canciones fueron escritas por Angus Young, Malcolm Young y Brian Johnson.
Salido a la venta a mediados de 1985, este álbum no tuvo el éxito esperado comparando con otros trabajos anteriores de la banda, se pueden destacar de este álbum algunas canciones como "Shake Your Foundations", "Fly on the Wall" y "Sink the Pink". También ese año se filmó la película Fly on the Wall en donde se presentaban las canciones "Fly on the Wall", "Shake Your Foundations", "Danger", "Sink the Pink" y "Stand Up".

## Lista de canciones
Todas las canciones escritas y compuestas por Angus Young, Malcolm Young y Brian Johnson. 
| N.º | Título                  | Duración |  |
| 1.  | «Fly on the Wall»       | 3:46     |  |
| 2.  | «Shake Your Fundations» | 4:13     |  |
| 3.  | «First Blood»           | 3:50     |  |
| 4.  | «Danger»                | 4:25     |  |
| 5.  | «Sink the Pink»         | 4:20     |  |
| 6.  | «Playing with Girls»    | 3:50     |  |
| 7.  | «Stand up»              | 3:56     |  |
| 8.  | «Hell or High Water»    | 4:35     |  |
| 9.  | «Back in Business»      | 4:27     |  |
| 10. | «Send for the Man»      | 3:27     |  |

## Integrantes
- Angus Young - guitarra líder
- Malcolm Young - guitarra rítmica
- Brian Johnson - voz
- Cliff Williams - bajo
- Simon Wright - batería